# Luis Cobos
Luis Cobos Pavón (Campo de Criptana, Ciudad Real, 30 de octubre de 1948) es un músico, compositor y director de orquesta español. Actualmente es presidente de la entidad de gestión de Artistas Intérpretes o Ejecutantes (AIE) y presidente de la Academia Latina de la Grabación "The Latin Recording Academy" y de la Academia de la Música de España.

## Recorrido profesional
A finales de los 60, Luis Cobos formó parte del grupo de rock Conexión, con el que editó un LP y varios sencillos para el sello Movieplay.
En los años 80 trabajó y participó como arreglista en álbumes y temas de Electro-pop y tecno-pop para solistas y grupos de la movida madrileña. Orquesta Mondragón,  Obús, álbum prepárate (1981), Tino Casal, Olé Olé y el primer álbum de Mecano entre otros.
Su gran oportunidad llegó en 1982, cuando grabó en los estudios Abbey Road de Londres con The Royal Philharmonic Orchestra el álbum Zarzuela, que unía y actualizaba fragmentos del género chico. El disco alcanzó la cifra de un millón de ventas y le siguieron otros proyectos trabajando con pasodobles en Sol y sombra (1983) o con rancheras en Mexicano (1984).
Sus siguientes LP se encumbraron igualmente y de forma inmediata al primer puesto en las listas de ventas en España: "Más Zarzuela" (1985), Capriccio russo (1986), Tempo d'Italia (1987), Vienna Concerto (1988) y "Opera Magna" (1989). Además de España, tuvo éxito comercial en Reino Unido, Bélgica, Finlandia, Alemania, Argentina, Francia o Portugal[cita requerida]. Durante esa época, además, compaginó su actividad de director de orquesta (lo que incluye a la Sinfónica de Viena, The Royal Philharmonic Orchestra de Londres, la orquesta sinfónica de Los Ángeles (EE. UU.) la Kansai Philarmonic de Japón, la Sinfónica de Moscú, la Sinfónica de RTVE o la Sinfónica de la RAI) con la de compositor. Creó temas para voces tan dispares como Plácido Domingo, José Carreras, Julio Iglesias, Ana Belén, Isabel Pantoja y Joaquín Sabina[cita requerida].
Tras su experimento musical de los ochenta, en la década siguiente sus grabaciones incluían prácticamente las composiciones completas. Es el caso de Suite 1700, "Amor", Viento del Sur (con la Gran Orquesta Tropical de Puerto Rico), Oscars, "Viva México" y otros. En 1998 publicó La danza de los corceles, dedicado a los caballos de la Real Escuela Andaluza del Arte Ecuestre.
También, desde el año 2004, viene siendo director del Festival Internacional de la Música celebrado en verano en su localidad natal de Campo de Criptana (Ciudad Real).
En 2016, fue distinguido como hijo adoptivo de la localidad de Montiel (Ciudad Real) por la creación del sonido y letra del himno de Montiel.
En 2020 compone la canción-vals “Brindo” para el grupo Taburete en su álbum “La broma infinita”.

## Discografía
- Zarzuela (1982). ESP: 4x Platino (400 000 copias)
- Sol y sombra (1983). ESP: 3x Platino (300 000 copias)
- Mexicano  (1984). ESP: 2x Platino (200 000 copias)
- Sinfonía a Caballo(1985)
- Más Zarzuela (1985). ESP: 2x Platino (200 000 copias)
- Capriccio russo (1986). ESP: 2x Platino (200 000 copias)
- Olympus (1986).
- Tempo d'Italia (1987). ESP: 5x Platino (500 000 copias)
- Vienna Concerto (1988). ESP: 4x Platino (400 000 copias)
- Opera Magna (1989). ESP: 3x Platino (300 000 copias)
- Suite 1700 (1990). ESP: 3x Platino (300 000 copias)
- Viento del Sur (1993). ESP: Platino (100 000 copias)
- Oscars (1994). ESP: Oro (50 000 copias)
- Angelis (1995) ESP, POR, ALE (2.000.000 copias) (Bajo seudónimo C. Max)
- Amor (1997). ESP: Oro (50 000 copias)
- La danza de los corceles (1998).
- ¡Viva México! (2000).
- Encantados (2008)
- Corazón de Iberoamérica (2011) Con la Orquesta Sinfónica del Paraguay y la Orquesta Sinfónica Latina.
- Va por México (en vivo) (2018).

## Premio
- Estrella de Oro a la Excelencia, otorgada por el Instituto para la Excelencia Profesional, por su "compromiso con el buen hacer en cada una de sus facetas profesionales (2018).[3]